# Volutella buxi
Volutella buxi är en svampart som först beskrevs av August Karl Joseph Corda, och fick sitt nu gällande namn av Miles Joseph Berkeley 1850. Volutella buxi ingår i släktet Volutella och familjen Nectriaceae.   Inga underarter finns listade i Catalogue of Life.

## Källor

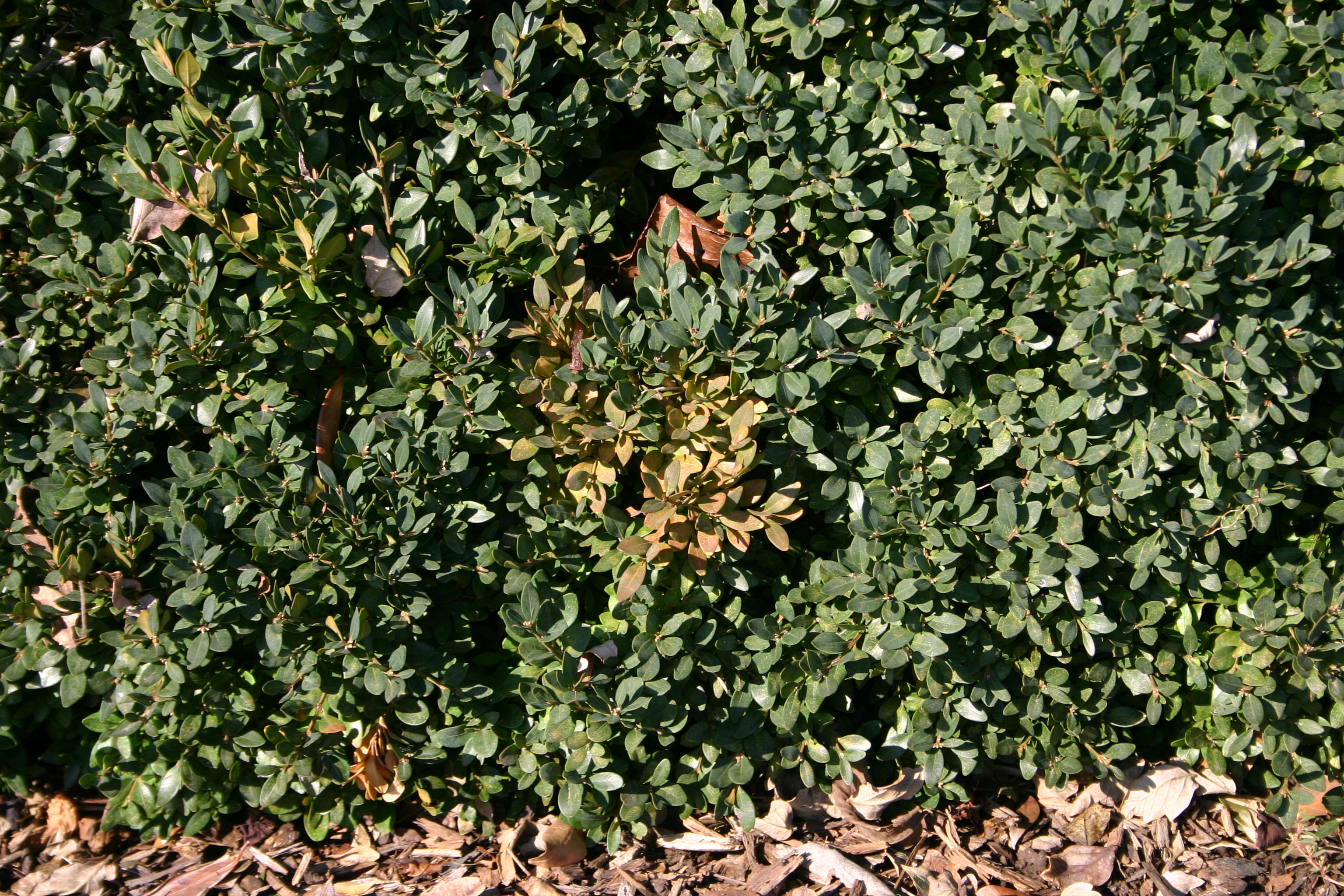